# インジェラ
インジェラ（アムハラ語: እንጀራ）は、エチオピアで主食として食べられている食品である。
起源は古く、史料の中には紀元前100年には、すでに存在していたと記す物もある。本来はエチオピア北部の高原地帯で作られてきた食べ物であり、19世紀末のエチオピア帝国の拡大に伴ってエチオピアの南部地域にも広まっていった。

## 製法

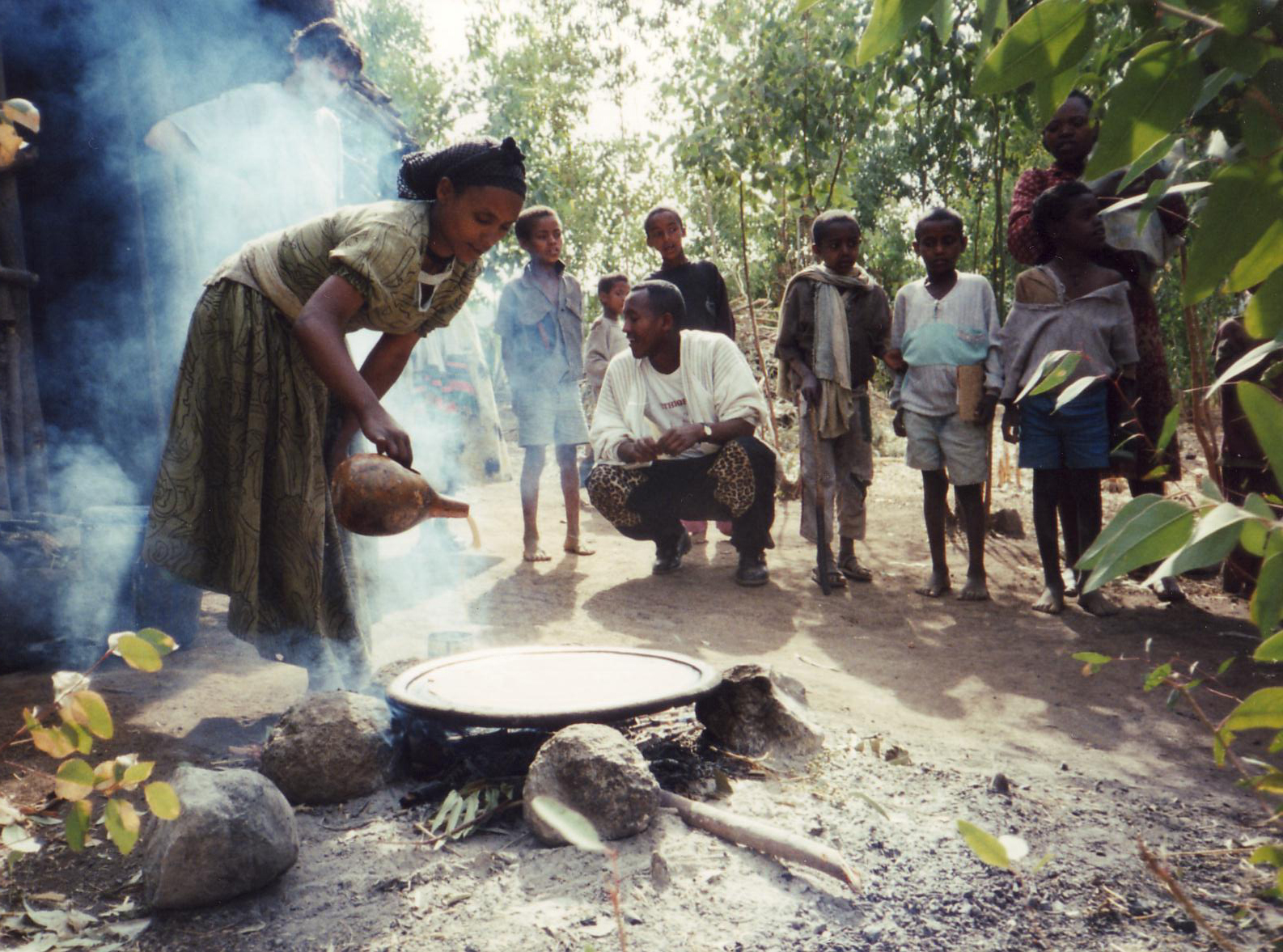
インジェラを焼くベタ・イスラエルの女性。

イネ科の穀物であるテフの粉を水で溶き、その後、概ね3日間かけて醗酵させて生地とし、これを巨大な鉄板で薄いクレープのように片面だけを焼き上げて、インジェラは作られる。なお、醗酵した生地にできる黄色い上澄み液は「イルショ」と呼ばれ、一部は次にインジェラを作る時に再利用される。
トウモロコシ、ソルガムを材料としてインジェラを作る事も可能だが、テフで作った物の柔らかな手触りと独特の食感が、エチオピアでは特に好まれている。テフで作ったインジェラの独特の食感は、スポンジやタオルにも喩えられている。また、エチオピアの一般の家庭では、テフにトウモロコシとオオムギの粉を混合した物が、材料として使われる。
焼き上がった生地に空いた多くの穴は「アイン（目）」と呼ばれ、穴の数の多さがインジェラの出来を評価する要素とされる。焼き上がりの色が薄いインジェラが上等の物とされるが、濃い色に焼き上がったインジェラの方がより豊かな風味を持つ。
また、完成したインジェラには、乳酸菌も作用するため、乳酸菌による醗酵食品独特の匂いと酸味が出る。醗酵にかけた時間が短ければ芳しい香りがする甘い生地に仕上がり、これは主に農繁期などの時間が無い場合に作られる。逆に、醗酵にかけた時間が長過ぎると、酸味が強くなり、一般には失敗とされるが、酸味の強いインジェラを特に好む者もいる。
なお、エチオピア以外でも、例えばエチオピア料理店などでもインジェラは供される。醗酵の進む速度には、その場所の温度や湿度が影響するため、醗酵させる日数は見た目や味の好みの他に、その土地の気候や季節により異なる。参考までに、冬場の日本では1週間程度かかるという。

## 食べ方

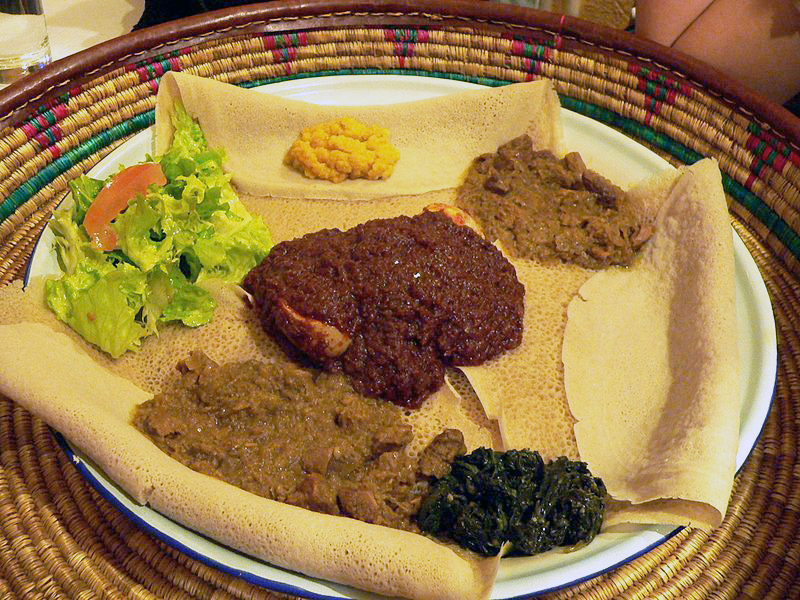
インジェラと数種類の煮込み。エチオピアとエリトリアにおける代表的な料理。

完成したインジェラは冷ました状態で食され、植物を編んで作った台（メソブ、マサブ）に載せて供される。インジェラには様々な種類のワット（唐辛子で煮込んだ辛いシチュー）を付けて食べる。インジェラは朝昼夜の3三食以外に、間食としても食べられており、その際にはバレバレ（バルバレとも）と呼ばれる辛味の強い調味料などを付けて食べられる。
また、インジェラは料理を載せる皿の代わりとしても使用される場合がある。なお、載せていた料理を全て食べた後、皿の代わりにしていたインジェラも食する。こうしたインジェラの食べ方を見た者からは「ナイフとフォークの代わりにもなるパン」に例えられる場合もある。
なお、大勢で大きな盆を囲んで料理を食べる時には、親愛の感情を示すために互いにインジェラを食べさせ合う習慣が存在し、この習慣は「マグロス」と呼ばれている。親族や家族の集まりでは、最年長者がインジェラを小さくちぎり、順番に与えるしきたりである。